# Eugenia Popa
Eugenia Popa (* 10. September 1973 in Bukarest) ist eine ehemalige rumänische Kunstturnerin.
Sie trainierte bei Dinamo Bukarest, wo zur gleichen Zeit Aurelia Dobre turnte. Ihren ersten großen internationalen Auftritt hatte Popa 1988, als sie bei den Junioren-Europameisterschaften die Silbermedaille am Schwebebalken gewann.
Ein Jahr später gehörte Popa zu den Aktiven und gewann bei den Weltmeisterschaften in Stuttgart mit der rumänischen Turnriege mit Cristina Bontaș, Aurelia Dobre, Lăcrămioara Filip, Gabriela Potorac und Daniela Silivaș hinter der Sowjetunion die Silbermedaille in der Mannschaftswertung.
Eine weitere Medaille gewann sie 1991. Bei den Weltmeisterschaften in Indianapolis war Popa mit der rumänischen Mannschaft Dritte hinter Russland und den USA. Bei den Olympischen Spielen 1992 war sie Ersatzturnerin, kam aber nicht zum Einsatz.
Nach ihrer Turnkarriere wurde Popa Trainerin. Sie war zuerst drei Jahre bei Dinamo Bukarest und ging dann ins Ausland, nach England, den USA und schließlich nach Nordirland.